# Adolf Borstendörfer
Adolf Borstendörfer, auch Adolf Borstendorfer, (geboren 15. Juni 1893 in Königliche Weinberge, Österreich-Ungarn; gestorben 7. Dezember 1957 in Buenos Aires) war ein österreichischer Schriftsteller.

## Leben
Adolf Borstendörfer arbeitete als Schauspieler und Dramaturg in Böhmen und in Deutschland. Er wurde 1919 deutscher Staatsbürger. Ende der 1920er Jahre schrieb er eine große Anzahl von Unterhaltungsromanen. 1933 floh er nach Österreich, die deutsche Staatsbürgerschaft wurde ihm 1937 aberkannt. Er war Mitarbeiter der monarchistischen Zeitungen Staatswehr und Schwarz-gelb und war Anhänger der Legitimisten. Ab 1935 war er Redakteur der Illustrierten Wochenschau. Er ging im Dezember 1937 nach Paraguay, um Reportagen über die lateinamerikanischen Länder zu schreiben. 1943 kam er nach Argentinien. Er schrieb Beiträge für das Argentinische Tageblatt und auch für Porvenir, eine jüdische Kulturzeitschrift.
Er übersetzte 1945 das argentinische Nationalepos Martín Fierro das erste Mal ins Deutsche. Borstendörfer kehrte nicht nach Europa zurück, schrieb im Exil aber mehrere Romane in deutscher Sprache. Der Roman Die letzten Tage von Wien wurde auch ins Englische, Französische und Spanische übersetzt. Nach 2000 erschienen die Kriminalromane und Unterhaltungsromane aus den 1920er Jahren als Reproduktion im Bastei-Verlag.

## Schriften (Auswahl)

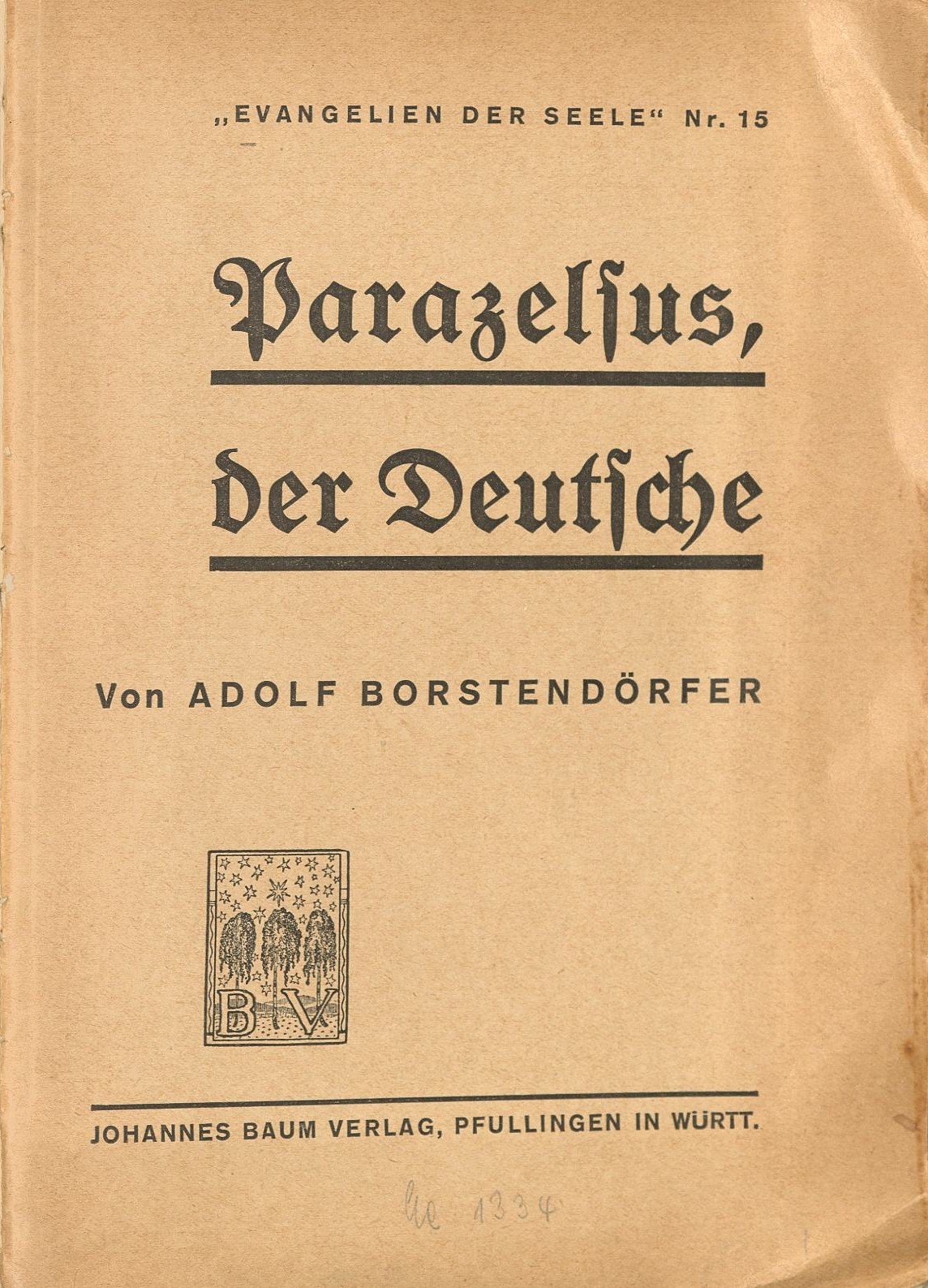
Parazelsus (1934) im esoterischen Johannes Baum Verlag

- Die gelbe Maske: Kriminalroman. Heidenau: Verlagshaus Freya, 1926
- Das Glasauge. Heidenau b. Dresden, Verlagshaus Freya, 1927
- Das Mittagsgespenst. Heidenau b. Dresden, Verlagshaus Freya, 1927
- Der Mann mit den sieben Köpfen. Heidenau b. Dresden, Verlagshaus Freya, 1927
- Der Puppenspieler. Heidenau b. Dresden, Verlagshaus Freya, 1927
- Doktor Hondemeesters seltsame Passionen. Heidenau b. Dresden, Verlagshaus Freya, 1927
- Das Geheimnis des silbernen Thrones. Heidenau b. Dresden, Verlagshaus Freya, 1927
- Das Zeichen des hüpfenden Frosches. Heidenau b. Dresden, Verlagshaus Freya, 1927
- Der Herr mit dem Stirnreif. Heidenau b. Dresden, Verlagshaus Freya, 1928
- Der Kampf mit Drekoll. Heidenau b. Dresden, Verlagshaus Freya, 1928
- Der Matrose der Lady Jane. Heidenau b. Dresden, Verlagshaus Freya, 1928
- Der Mord ohne Mörder. Heidenau b. Dresden, Verlagshaus Freya, 1928
- Der seltsame Mandarin. Heidenau b. Dresden, Verlagshaus Freya, 1928
- Die singenden Wände. Heidenau b. Dresden, Verlagshaus Freya, 1928
- Meoma. Heidenau b. Dresden, Verlagshaus Freya, 1928
- Semiramis, die heiße Blume Assyriens. Roman (Reihe »Frauen der Liebe« Band 102). Heidenau b. Dresden, Verlagshaus Freya, 1928
- Bannende Augen. Heidenau b. Dresden, Verlagshaus Freya, 1928
- Christine von Schweden, die sonderbarste Frau ihres Jahrhunderts. Heidenau b. Dresden, Verlagshaus Freya, 1928
- Der Mord am Hochzeitstage. Heidenau b. Dresden, Verlagshaus Freya, 1929
- Das Geheimnis des Schlosses. Berlin: Verlagshaus f. Volksliteratur u. Kunst, 1930
- Die Neuberin. Berlin: Der neue Bühnenverl. im Verl. f. Kulturpolitik, 1935 [Bühnen-Ms]
- Parazelsus, der Deutsche. Pfullingen: Baum, 1935
- Graf Ciano. Buenos Aires: Editorial „Cosmopolita“, 1944
- Die letzten Tage von Wien. Buenos Aires: Editorial „Cosmopolita“, 1944
- José Hernández: Der Gaucho Martín Fierro. Übersetzung Adolf Borstendoerfer. Buenos Aires: Editorial Cosmopolita, 1945
- Tanz zwischen Himmel und Hölle. Bergisch Gladbach: Bastei-Verl. Lübbe, 1957